# Lianga (cheval)
Lianga (1971-1988) est un cheval de course pur-sang anglais qui participait aux courses hippiques de plat, appartenant à Daniel Wildenstein.

## Carrière de courses
Élevé dans le Maryland par Bruce Donaldson, Lianga est acquise durant sa prime jeunesse par Daniel Wildenstein et envoyé en France dans les boxes d'Albert Klimscha. Elle débute tôt dans son année de 2 ans, dès le mois de mai, enchaînant deux victoires (dont la première aux dépens de Hippodamia, futur lauréate du Critérium des Pouliches) et une troisième dans le Prix du Bois, première épreuve d'importance pour les juniors, où elle devance Soyez Brave. Bis repetita dans le Prix Robert Papin, le premier groupe 1 européen pour les 2 ans, qu'elle survole aussi. Favorite du Prix Morny, elle y perd pourtant son invincibilité à l'issue d'un parcours chaotique, terminant quatrième du phénomène Nonoalco. On ne la reverra plus de la saison. 
En 1974, Albert Klimscha voit tous les chevaux de l'écurie Wildenstein quitter ses boxes pour rejoindre ceux de son successeur, l'Argentin Angel Penna, nouvel élu du propriétaire. Lianga rentre victorieusement dans le Prix Imprudence, prélude à une tentative dans la Poule d'Essai des Pouliches synonyme de grosse désillusion, puisque la pouliche finit à la huitième place. Ramenée sur plus court, elle se rachète dans le Prix Maurice de Gheest, face aux chevaux d'âge, et prouve finalement que le mile lui convient en prenant des accessits dans le Prix du Rond Point et le Prix du Moulin de Longchamp. Pourtant, la saison s'achève sur une nette défaite dans le Prix de la Forêt. 
Restée à l'entraînement à 4 ans, Lianga retrouve la compétition en mai, avec une victoire, puis va alterner avec bonheur entre le sprint et le mile. Elle remporte la July Cup à Newmarket pour son premier raid en Angleterre, enchaîne avec une probante troisième place dans les Sussex Stakes avant ce qui restera comme son plus beau succès : au cœur du meeting de Deauville, Lianga survole le Prix Jacques Le Marois, de six longueurs. L'automne venue, elle ne peut faire mieux, sur le mile, qu'une deuxième place dans le Prix du Rond Point (battue de peu par Nonoalco) et une quatrième dans le Prix du Moulin de Longchamp, avant de s'aligner, avec audace, sur le sprint des sprints français : le Prix de l'Abbaye de Longchamp, 1 000 mètres en ligne droite. Preuve ultime de son éclectisme, elle l'emporte courageusement, bâtissant décidément un palmarès riche et varié. Mais comme souvent elle peine à enchaîner après un succès, et termine dans l'anonymat du peloton dans le Prix de la Forêt. Dans la foulée, l'entourage de la jument annonce sa retraite, mais finalement on la retrouve quelques semaines plus tard en Angleterre, dans la Vernons Sprint Cup, pour un dernier succès, histoire de sortir par la grande porte.  

### Résumé de carrière
| Date         | Hippodrome       | Pays        | Course                        | Statut      | Distance    | Jockey          | Place       | Écart       | Vainqueur ou deuxième |
| 1973, 2 ans  | 1973, 2 ans      | 1973, 2 ans | 1973, 2 ans                   | 1973, 2 ans | 1973, 2 ans | 1973, 2 ans     | 1973, 2 ans | 1973, 2 ans | 1973, 2 ans           |
| ------------ | ---------------- | ----------- | ----------------------------- | ----------- | ----------- | --------------- | ----------- | ----------- | --------------------- |
| 11 mai       | Saint-Cloud      | France      | Maiden                        |             | 900 m       | Y. Saint-Martin | 1er         | 1           | Hippodamia            |
| 1er juin     | Saint-Cloud      | France      |                               |             | 900 m       | Y. Saint-Martin | 1er         |             |                       |
| 23 juin      | Longchamp        | France      | Prix du Bois                  |             | 1 000 m     | Y. Saint-Martin | 1er         | 2 ½         | Soyez Brave           |
| 29 juillet   | Maisons-Laffitte | France      | Prix Robert Papin             | Gr. 1       | 1 100 m     | Y. Saint-Martin | 1er         | 2           | Soyez Brave           |
| 19 août      | Deauville        | France      | Prix Morny                    | Gr. 1       | 1 200 m     | Y. Saint-Martin | 4e          |             | Nonoalco              |
| 1974, 3 ans  |                  |             |                               |             |             |                 |             |             |                       |
| 5 avril      | Maisons-Laffitte | France      | Prix Imprudence               |             | 1 400 m     | Y. Saint-Martin | 1er         | 3           | Insistence            |
| 5 mai        | Longchamp        | France      | Poule d'Essai des Pouliches   | Gr. 1       | 1 600 m     | Y. Saint-Martin | 8e          |             | Dumka                 |
| 4 août       | Deauville        | France      | Prix Maurice de Gheest        | Gr. 3       | 1 300 m     | Peter Cook      | 1er         | 5           | Tour Nobel            |
| 8 septembre  | Longchamp        | France      | Prix du Rond Point            | Gr. 3       | 1 600 m     | Y. Saint-Martin | 2e          | cte enc.    | Nonoalco              |
| 29 septembre | Longchamp        | France      | Prix du Moulin de Longchamp   | Gr. 1       | 1 600 m     | Freddy Head     | 3e          |             | Mount Hagen           |
| 27 octobre   | Longchamp        | France      | Prix de la Forêt              | Gr. 1       | 1 400 m     | Freddy Head     | 6e          |             | Northern Taste        |
| 1975, 4 ans  |                  |             |                               |             |             |                 |             |             |                       |
| 28 mai       | Évry             | France      |                               |             |             | Y. Saint-Martin | 1er         | 1 ½         | Bayraan               |
| 29 juin      | Longchamp        | France      | Prix de la Porte Maillot      | Gr. 3       | 1 400 m     | Y. Saint-Martin | 2e          | enc.        | Hamada                |
| 10 juillet   | Newmarket        | Royaume-Uni | July Cup                      | Gr. 2       | 1 200 m     | Y. Saint-Martin | 1er         | 1 ½         | Steel Heart           |
| 30 juillet   | Goodwood         | Royaume-Uni | Sussex Stakes                 | Gr. 1       | 1 600 m     | Y. Saint-Martin | 3e          | 1/2         | Bolkonski             |
| 10 août      | Deauville        | France      | Prix Jacques Le Marois        | Gr. 1       | 1 600 m     | Y. Saint-Martin | 1er         | 6           | Sky Commander         |
| 7 septembre  | Longchamp        | France      | Prix du Rond Point            | Gr. 3       | 1 600 m     | Y. Saint-Martin | 3e          |             | Delmora               |
| 28 septembre | Longchamp        | France      | Prix du Moulin de Longchamp   | Gr. 1       | 1 600 m     | Y. Saint-Martin | 4e          |             | Delmora               |
| 5 octobre    | Longchamp        | France      | Prix de l'Abbaye de Longchamp | Gr. 2       | 1 000 m     | Y. Saint-Martin | 1er         | cte tête    | Primo Rico            |
| 26 octobre   | Longchamp        | France      | Prix de la Forêt              | Gr. 1       | 1 400 m     | Y. Saint-Martin | 7e          |             | Roan Star             |
| 12 novembre  | Longchamp        | Royaume-Uni | Vernons Sprint Cup            | Gr. 2       | 1 200 m     | Y. Saint-Martin | 1er         | 3/4         | Roman Warrior         |

## Au haras
Envoyée au Kentucky pour y accomplir ses devoirs de reproductrice. Elle a eu dix produits entre 1977 et 1988, l'année de sa mort, dont sept ont gagné au moins une course. Si elle n'a pas produit de champions, elle a tout de même tracé au haras grâce à ses filles Long Legend (par Reviewer), mère de Mr Greeley (2e Breeders' Cup Sprint, devenu étalon), et grand-mère du champion Street Sense, lauréat du Breeders' Cup Juvenile, du Kentucky Derby et des Travers Stakes, et Lettre d'Amour (par Caro), grand-mère de Danehill Dancer, champion à 2 ans (Phoenix Stakes, National Stakes) et grand étalon.

## Origines
Lianga tient de son ascendance paternelle sa robe grise (de plus en plus grise, puisqu'elle était encore répertoriée baie brune à 2 ans). Elle est le principal titre de gloire de son père Dancer's Image, un fils de Native Dancer qui remporta le Kentucky Derby 1968 mais fut disqualifié postérieurement pour dopage. Il a fait la monte aux États-Unis, en Irlande et au Japon et a donné quelques bons sprinters tels Saritamer (vainqueur de la July Cup et père de la championne Time Charter) et Godswalk (King's Stand Stakes). 
Leven Ones, la mère, a remporté deux courses outre-Atlantique et a bien produit, puisqu'après Lianga elle a également donné Diamonds Are Trump (par Bold Bidder), lauréat des National Stakes en 1977, et Garda's Revenge (par Dancer's Image), troisième de la Vernons Sprint Cup. Leven Ones est issue d'une fille de Star Student, sœur de Count Turf (par Count Fleet), vainqueur du Kentucky Derby 1951.

### Pedigree
| Origines de Lianga (USA), jument grise née en 1971 | Origines de Lianga (USA), jument grise née en 1971 | Origines de Lianga (USA), jument grise née en 1971 | Origines de Lianga (USA), jument grise née en 1971 |
| -------------------------------------------------- | -------------------------------------------------- | -------------------------------------------------- | -------------------------------------------------- |
| Père Dancer's Image 1965                           | Native Dancer 1950                                 | Polynesian                                         | Unbreakable                                        |
| Père Dancer's Image 1965                           | Native Dancer 1950                                 | Polynesian                                         | Black Polly                                        |
| Père Dancer's Image 1965                           | Native Dancer 1950                                 | Geisha                                             | Discovery                                          |
| Père Dancer's Image 1965                           | Native Dancer 1950                                 | Geisha                                             | Miyako                                             |
| Père Dancer's Image 1965                           | Noors Image 1953                                   | Noor                                               | Nasrullah                                          |
| Père Dancer's Image 1965                           | Noors Image 1953                                   | Noor                                               | Queen of Baghdad                                   |
| Père Dancer's Image 1965                           | Noors Image 1953                                   | Little Sphinx                                      | Challenger                                         |
| Père Dancer's Image 1965                           | Noors Image 1953                                   | Little Sphinx                                      | Khara                                              |
| Mère Leven Ones 1961                               | Sailor 1952                                        | Eight Thirty                                       | Pilate                                             |
| Mère Leven Ones 1961                               | Sailor 1952                                        | Eight Thirty                                       | Dinner Time                                        |
| Mère Leven Ones 1961                               | Sailor 1952                                        | Flota                                              | Jack High                                          |
| Mère Leven Ones 1961                               | Sailor 1952                                        | Flota                                              | Armada                                             |
| Mère Leven Ones 1961                               | Olympia Dell 1953                                  | Olympia                                            | Heliopolis                                         |
| Mère Leven Ones 1961                               | Olympia Dell 1953                                  | Olympia                                            | Miss Dolphin                                       |
| Mère Leven Ones 1961                               | Olympia Dell 1953                                  | Star Student                                       | Rhodes Scholar                                     |
| Mère Leven Ones 1961                               | Olympia Dell 1953                                  | Star Student                                       | Delmarie (famille 22-b)                            |